# Oměj vlčí mor
Oměj vlčí mor, někdy udáván jako oměj vlčí, (Aconitum lycoctonum) je druh rostliny z čeledi pryskyřníkovité (Ranunculaceae).

## Popis
Jedná se asi o 50–120 cm vysokou vytrvalou rostlinu s podzemním vícehlavým oddenkem.
- Lodyha je zvláště v horní části chlupatá, většinou spíš chabá a vystoupavá, řidčeji přímá.[1]
- Listy jsou střídavé, dolní dlouze řapíkaté, horní až přisedlé. Čepele jsou v obrysu mnohoúhelníkovité, dlanitě členěné, pětidílné (zřídka až sedmi),[3] na rubu chlupaté.[1]
- Květy jsou ve střední Evropě bledě žluté barvy a jsou uspořádány do květenství, hroznu někdy dole i postranní hrozen, na bázi květních stopek s listeny, na květních stopkách jsou listénce.[1]Okvětních lístků je 5, ve střední Evropě žluté barvy, horní tvoří přilbu, která je válcovitá, nafouklá a mírně zakřivená, Okvětní lístky nevytrvávají i za plodu.[1][3] Kvete v červnu až v červenci.[3] Uvnitř jsou dva kornoutovité nektariové lístky, na vrcholu nesou nektária. Tyčinek je mnoho. Semeníky jsou většinou 3.[2]
- Plodem je měchýřek, měchýřky jsou uspořádány do souplodí.

Počet chromozómů je 2n=16.

## Taxonomie
Jedná se o taxonomicky obtížný okruh, je rozlišováno více poddruhů i blízce příbuzných druhů. V České republice jsou známy 2 poddruhy. Více rozšířen je oměj vlčí pravý (Aconitum lycoctonum subsp. lycoctonum), který je rozšířen roztroušeně od nížin až do hor, chybí v severních Čechách. Zpravidla roste v suťových lesích svazu Tilio-Acerion, méně dubohabřinách sv. Carpinion, také v křovinách a v horských oblastech ve vysokostébelných nivách. Má kališní lístky vně chlupaté, květní stopky zakřiveně chlupaté, nežláznaté, semeníky a měchýřky lysé nebo řidčeji zakřiveně chlupaté, nejsou žláznaté.
Oměj vlčí žláznatý (Aconitum lycoctonum subsp. vulparia) je z České republiky znám pouze z vrchu Křižák od obce Ktiš. Hojnější je pak v alpské oblasti v Rakousku. Vyznačuje se rovně chlupatými květními stopkami, kde se často nachází i žláznaté chlupy, semeníky a měchýřky jsou rovně chlupaté, žláznaté nebo lysé.
V sousedním Rakousku je rozlišován ještě Aconitum lycoctonum subsp. pauciflorum, který má kališní lístky vně lysé, jen na okraji brvité a lysé květní stopky. Je považován za endemit Alp.
V Rakousku jsou rozlišovány ještě dva příbuzné druhy, a to Aconitum lupicida a Aconitum ranunculifolium. Jinde jsou rozlišovány i další poddruhy a příbuzné druhy. Například v severní Evropě roste druh Aconitum septentrionale, který někteří autoři řadí také pod Aconitum lycoctonum. Na rozdíl od středoevropských rostlin má modré až fialové květy.

## Rozšíření
Rozšíření není snadné přesně stanovit, záleží na taxonomii. Roste ve většině Evropy, chybí v části Středomoří a na severozápadě Evropy.